# Marko Perović
Marko Perovic (Servisch: Марко Перовић) (Leskovac, 24 maart 1972) is een voormalig Servisch profvoetballer die onder meer speelde voor Vitesse.
Perovic begon zijn carrière in de toentertijd derde klasse van Joegoslavië bij FK Dubočica. Door een goed tweede seizoen vertrok Perovic naar de op het hoogste niveau acterende Vojvodina Novi Sad. In twee seizoen wist hij niet te overtuigen waardoor zijn carrière tijdelijk in de slop kwam; in het seizoen 1992/1993 had hij geen club. Het seizoen daarop sloegen Vojvodina Novi Sad en Perovic de handen weer ineen en ditmaal wist hij wél te imponeren. Zijn goede prestaties leverde hem een transfer naar Rode Ster Belgrado op. Hij speelde een uitstekend seizoen waarin hij 8 maal wist te scoren. Het verblijf bij Rode Ster Belgrado duurde slechts één jaar, omdat Perovic koos voor het avontuur in Italië bij US Cremonese.
Twee jaar later brak ongetwijfeld Perovic' succesvolste periode aan in het seizoen 1997/1998 bij Vitesse. Met 14 doelpunten had Perovic als schaduwspits een belangrijk aandeel in de derde plaats van Vitesse. Hij was samen met Čurović en Machlas goed voor meer dan 75% van de 85 doelpunten die Vitesse dat seizoen uiteindelijk zou maken. Na dit seizoen werd het contract van Vitesse-trainer Henk ten Cate niet verlengd, waardoor Perovic een nieuwe trainer kreeg in de persoon van Herbert Neumann. Neumann zag het niet zitten in de speler. Na een conflict met de trainer vertrok Perovic naar het Spaanse Sporting Gijon.
Hierna heeft Perovic nog bij verschillende clubs gespeeld, voornamelijk in de lagere Italiaanse regionen. In 2005 duikt Perovic weer op in Nederland door stage te lopen bij RKC Waalwijk; hij kreeg echter geen contract aangeboden. In 2006 sloot Perovic zijn carrière af bij AC Pistoiese.

## Clubstatistieken
| seizoen | club                   | competitie         | duels | goals |
| ------- | ---------------------- | ------------------ | ----- | ----- |
| 1988/89 | FK Dubočica            | Treca Liga         | 13    | 1     |
| 1989/90 | FK Dubočica            | Treca Liga         | 24    | 9     |
| 1990/91 | Vojvodina Novi Sad     | Prva Liga          | 25    | 4     |
| 1991/92 | Vojvodina Novi Sad     | Meridian Superliga | 11    | 2     |
| 1992/93 | Geen club              | -                  | -     | -     |
| 1993/94 | Vojvodina Novi Sad     | Meridian Superliga | 28    | 2     |
| 1994/95 | Rode Ster Belgrado     | Meridian Superliga | 33    | 8     |
| 1995/96 | US Cremonese           | Serie C1/A         | 25    | 5     |
| 1996/97 | US Cremonese           | Serie C1/A         | 21    | 3     |
| 1997/98 | Vitesse                | Eredivisie         | 28    | 14    |
| 1998/99 | Vitesse                | Eredivisie         | 12    | 5     |
|         | Sporting Gijon         | Segunda División A | 17    | 4     |
| 1999/00 | Sporting Gijon         | Segunda División A | 12    | 0     |
| 2000/01 | Austria Wien           | Bundesliga         | 9     | 1     |
| 2001/02 | FK Radnički Jugopetrol | Prva Liga          | 23    | 3     |
| 2002/03 | AC Ancona              | Serie C1/B         | 30    | 6     |
| 2003/04 | AC Ancona              | Serie C1/B         | 4     | 0     |
|         | SSC Napoli             | Serie B            | 15    | 3     |
| 2004/05 | US Grosseto FC         | Serie C1/A         | 25    | 2     |
| 2005/06 | US Grosseto FC         | Serie C1/A         | 6     | 0     |
|         | AC Pistoiese           | Serie C1/A         | 10    | 0     |